# Grandi Pianure
Le Grandi Pianure (in inglese Great Plains) sono una regione geografica del Nord America in gran parte coperta dalla prateria nordamericana, un territorio di praterie e steppe che si estende ad est delle Montagne Rocciose negli Stati Uniti, nel Canada e per una piccolissima porzione anche nel Messico.

## Geografia
Quest'area da nord a sud copre parte delle province canadesi di Alberta, Saskatchewan e Manitoba, quindi gli stati americani del Montana, Dakota del Nord, Dakota del Sud, Wyoming, Nebraska, Colorado, Kansas, Oklahoma, Nuovo Messico e Texas e infine la parte settentrionale dello stato messicano di Coahuila. In Canada è più comune il termine prateria (prairie), per cui quella parte della regione va più spesso sotto il nome di praterie canadesi (Canadian Prairies).
La regione rientra nel bacino idrografico del fiume Mississippi e in particolare dei suoi affluenti di destra (o della parte ovest), fra i quali i principali sono: il Missouri, il Minnesota, l'Iowa, il Des Moines, l'Arkansas e il Red River.

## Storia

### Prima del 1900

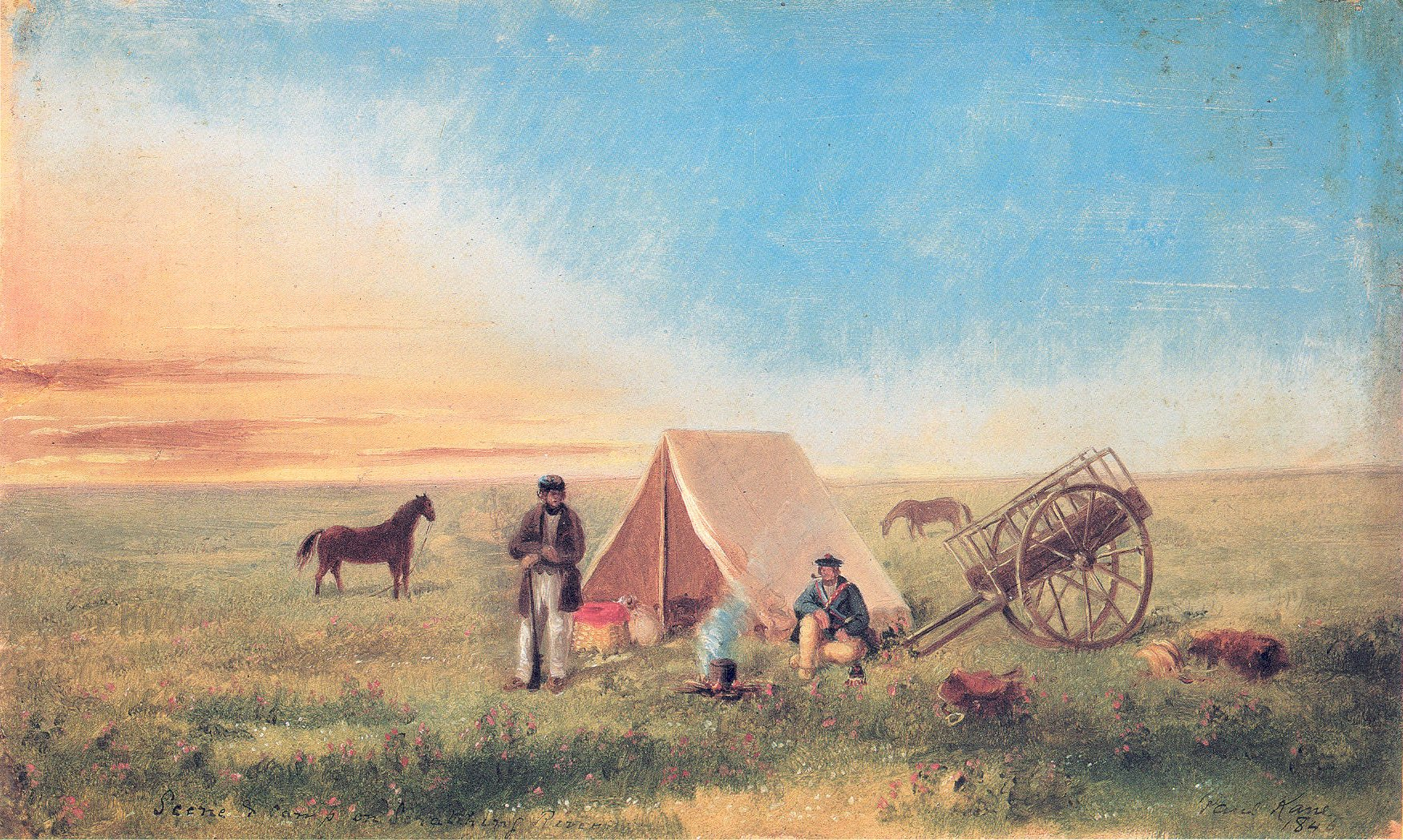
Camping on the prairie (Campeggio nella prateria), olio su tela di Paul Kane dipinto nel 1846

Storicamente, le Grandi Pianure rappresentano l'ambito di elezione del bisonte americano così come degli indiani di pianura come i Piedi Neri, i Crow, i Sioux, i Cheyenne, gli Arapaho, i Comanche e altri. Nelle parti più orientali c'erano le tribù che vivevano in maniera semi-permanente nei villaggi di case fatte di terra come gli Arikara, i Mandan, i Pawnee e i Wichita.
Dopo la quasi estinzione del bisonte americano e la rimozione degli indiani relegati nelle riserve a partire dal 1870, la maggior parte delle Grandi Pianure divenne un campo libero per chi volesse aprirvi il proprio ranch; in teoria chiunque poteva condurre un allevamento di bestiame. In primavera e in autunno si radunava il bestiame e i nuovi vitelli venivano marchiati e tutti gli animali selezionati per la vendita. I primi ranch furono aperti in Texas e gradualmente vennero coinvolti gli Stati più a nord. Il bestiame proveniente dal Texas veniva portato verso nord con la ferrovia fino alle città di Dodge City nel Kansas e Ogallala in Nebraska; da qui gli animali prendevano la via dell'est. Molti investitori stranieri, specie britannici, finanziarono i grandi ranch dell'epoca. L'eccesso di bestiame ed un inverno terribile nel 1886 risultarono disastrosi e furono tantissimi gli animali morti di fame o assiderati. Da quella volta in poi, generalmente i gestori dei ranch aumentarono le riserve di cibo per permettere al bestiame di poter svernare anche in casi estremi.
L'Homestead Act (Legge del podere) del 1862 stabilì che un allevatore potesse richiedere fino a 160 acri (65 ettari) di terra, dimostrando che poi vi avrebbe vissuto per un certo periodo di anni e che l'avrebbe coltivata. Questa cosa fu riconfermata dal Kinkaid Act che ampliò i termini del podere portandoli addirittura ad una "sezione" (la section era una suddivisione del territorio negli Stati Uniti dell'epoca ed equivaleva ad un miglio quadrato, vale a dire a 2,6 km²). Centinaia di migliaia di persone fecero richiesta per questi poderi, ma in molti casi si trattò di sprovveduti che usarono impropriamente le risorse di quelle terre e andarono presto incontro a fallimenti. Tra di essi ebbero più successo, ad esempio, i tedeschi provenienti dall'attuale Ucraina e che avevano lavorato su terreni simili. In Canada il "Dominion Lands Act" del 1871 aveva finalità analoghe.

### Dopo il 1900
La regione che grosso modo comprendeva l'estremo occidentale dell'Oklahoma, il Colorado sud-orientale, il Kansas sud-occidentale, l'estremo nord del Texas, e l'estremo nord-est del Nuovo Messico tra la fine degli anni venti e i primi anni trenta divenne nota come il Dust Bowl (catino di polvere). L'effetto della terribile siccità uniti a quelli della Grande depressione, costrinsero molti agricoltori ad andarsene dalle Grandi Pianure. La parte rurale delle Grandi Pianure perse un terzo della popolazione presente nel 1920, determinando un intenso fenomeno di spopolamento.
Dagli anni cinquanta sono aumentate considerevolmente le aree delle Grandi Pianure divenute produttive grazie a sistemi di irrigazione su larga scala. La parte meridionale delle Grandi Pianure si trova sopra la falda acquifera di Ogallala, un vasto strato di acqua sotterraneo risalente all'era glaciale. L'irrigazione a perno centrale è massicciamente usata nelle zone più aride, col risultato però che la falda acquifera non riesce a ristabilire il proprio equilibrio, essendo più l'acqua attinta di quella raccolta dal sottosuolo.
Diverse centinaia di migliaia di miglia quadrate hanno meno di sei persone per miglio quadrato, che era la soglia usata per dichiarare chiusa la "Frontiera americana" nel 1893. In molti casi si hanno meno di due persone per miglio. Si contano più di 6.000 città fantasma nel solo Stato del Kansas. Questo problema è esacerbato dalla fusione delle fattorie e dalla poca attrattiva che questa regione esercita verso l'industria moderna. Inoltre, la riduzione della popolazione scolastica più giovane ha portato ad unire diversi distretti scolastici tra loro, mentre per le scuole superiori di alcune comunità è stata inevitabile la chiusura. A causa di questa continua diminuzione di popolazione alcuni sostengono che lo sfruttamento attuale della parte più arida delle Grandi Pianure non sia più sostenibile, e propongono che una larga parte sia riportata a prateria erbosa adatta al pascolo del bisonte americano. Questa proposta è nota come la "Buffalo Commons".

## Centri urbani maggiori
Gli agglomerati urbani principali della regione delle Grandi Pianure sono (dati 2018):
- Dallas e Fort Worth (Texas), che formano insieme un unico agglomerato con 7,5 milioni di abitanti
- Denver (Colorado), 3 milioni di abitanti
- Kansas City (Missouri - Kansas), 2,1 milioni di abitanti
- Oklahoma City (Oklahoma), 1,4 milioni di abitanti
- Tulsa (Oklahoma)
- Omaha (Nebraska)
- Wichita (Kansas)